# Союз Українських Громадян у Франції
Союз Українських Громадян у Франції (СУГУФ) — совєтофільська організація у 1925 — 32 з централею в Парижі, що об'єднувала українців, які визнавали себе «громадянами суверенної Української Соціалістичної Радянської Республіки» (статут 1927).
СУГУФ був в опозиції до інших українських націоналістичних організацій і вів боротьбу проти середовища УНР, а також проти Польщі (здобувши тим симпатії деяких емігрантів з Галичини). Серед керівних діячів СУ ГУФ були: І. Борщак, О. Севрюк, А. Галіп, М. Норич-Дзіковський, І. Жагайдак, Н. Охрим. Пресові органи: «Українські вісті» (1926 — 29; ред. І. Борщак) і «Вістник СУГУФ» (1929 — 30).
СУГУФ мав деякий успіх за часів «українізації» в УРСР (у 1927 об'єднував 16 громадфілій з 800 чл.), але з загостренням антиукраїнського курсу в УРСР занепав; 1929 дійшло в ньому до розколу, і 1932 він припинив діяльність.